# Вильт, Март
Март Вильт (эст. Mart Vilt; 2 марта 1935, Иллука, Ида-Вирумаа — 25 января 2021) — советский эстонский легкоатлет, специалист по бегу на средние и длинные дистанции, легкоатлетическому кроссу. Выступал за сборную СССР по лёгкой атлетике в 1960-х годах, чемпион СССР, победитель первенств всесоюзного и республиканского значения, участник чемпионата Европы в Будапеште и Европейских легкоатлетических игр в Праге. Представлял Кохтла-Ярве и спортивное общество «Калев». Спортсмен года в Эстонии (1966).

## Биография
Март Вильт родился 2 марта 1935 года в волости Иллука области Вирумаа. Увлёкся спортом ещё будучи учеником местной школы, играл в волейбол, занимался лыжными гонками. Продолжил занятия спортом во время учёбы в Ваекюласком техникуме сельскохозяйственной механизации. В 1954—1957 годах служил в армии, становился призёром первенств Вооружённых сил по лыжным гонкам.
С 1958 года показывал высокие результаты в лёгкой атлетике, проходил подготовку под руководством заслуженного тренера СССР Александра Александровича Чикина, выступал за Кохтла-Ярве и добровольное спортивное общество «Калев».
С конца 1950-х годов Вильт входил в число сильнейших эстонских бегунов на средние дистанции, в общей сложности девять раз выигрывал первенства Эстонской ССР, неоднократно обновлял республиканские рекорды в различных беговых дисциплинах.
В 1964 году в составе советской сборной выиграл серебряную медаль на кроссе Юманите во Франции, в беге на 5000 метров занял седьмое место на Мемориале братьев Знаменских в Москве.
В 1965 году в дисциплине 5000 метров выиграл бронзовую медаль на Мемориале Знаменских в Минске, финишировал пятым на всесоюзных соревнованиях в Киеве, тогда как на дистанции 1500 метров завоевал серебряную награду на чемпионате СССР в Алма-Ате.
В феврале 1966 года выиграл международный кросс в Женеве. В июне в 1500-метровой дисциплине стал вторым в матчевой встрече со сборной Великобритании в Лондоне, показав при этом восьмой результат мирового сезона (3:39.00) и установив рекорд Эстонии, действовавший в течение 42 лет (это достижение лишь в 2008 году превзошёл Тиидрек Нурме). Позднее также выиграл серебряную медаль в беге на 5000 метров на международном старте в Хельсинки, одержал победу в беге на 1500 метров на чемпионате СССР в Днепропетровске. Благодаря череде удачных выступлений вошёл в основной состав советской сборной и удостоился права защищать честь страны на чемпионате Европы в Будапеште — на предварительном квалификационном этапе дисциплины 1500 метров показал время 3:42.7, чего оказалось недостаточно для выхода в финал. По итогам сезона признан спортсменом года в Эстонии.
В 1967 году принимал участие в Европейских легкоатлетических играх в помещении в Праге — на дистанции 3000 метров показал результат 8:02.2, расположившись в итоговом протоколе на четвёртой строке.
Проявил себя на тренерском поприще, работал строителем и учителем физкультуры.
Умер 25 января 2021 года в возрасте 85 лет.